# Callistethus excisipennis
Callistethus excisipennis är en skalbaggsart som beskrevs av Lin 1981. Callistethus excisipennis ingår i släktet Callistethus och familjen Rutelidae. Inga underarter finns listade.